# هونوو
هونوو (به آلمانی: Hönow) یک منطقهٔ مسکونی در آلمان است که در Hoppegarten واقع شده‌است. هونوو ۹٬۸۰۰ نفر جمعیت دارد.